# Mari Must
Mari Must (Tartu, 11 de novembro de 1920 - 20 de fevereiro de 2008) foi uma linguista estoniana. Ela foi uma das pesquisadoras de dialetos estonianos mais notáveis na Estónia.
Em 1946 ela formou-se na Universidade de Tartu. Entre 1947 e 1992 ela trabalhou no Instituto de Língua e Literatura da Academia de Ciências da RSS da Estónia.
Em 1957 ela estabeleceu o arquivo de som da língua estoniana. Ela foi a editora-chefe da série "Eesti assassinado".
Prémios e condecorações:
- 1998: Prémio de Língua Wiedemann
- 2001: Ordem da Estrela Branca, V classe[3]